# Sanford (Flórida)
Sanford é uma cidade localizada no estado americano da Flórida, no condado de Seminole, do qual é sede. Foi incorporada em 1877.

## Geografia
De acordo com o United States Census Bureau, a cidade tem uma área de 68,6 km², onde 59,5 km² estão cobertos por terra e 9,2 km² por água.

### Localidades na vizinhança
O diagrama seguinte representa as localidades num raio de 16 km ao redor de Sanford.

## Demografia
Segundo o censo nacional de 2010, a sua população é de 53 570 habitantes e sua densidade populacional é de 900,8 hab/km². É a localidade mais populosa do condado de Seminole e a que, em 10 anos, teve o maior crescimento populacional do condado. Possui 23 061 residências, que resulta em uma densidade de 387,8 residências/km².

## Cultura popular
Na localidade de Sanford aconteceu o chamado Caso Trayvon Martin em que Trayvon Martin, rapaz negro de 17 anos, foi atingido por um tiro por George Zimmerman, hispânico de 29 anos. No julgamento, os factos determinaram que Zimmerman fosse absolvido. O caso despertou um especial interesse da parte dos media.

## Geminações
- Deltona, Flórida, Estados Unidos [6]